# Kristin Sigurdsdotter
Kristin Sigurdsdotter, född 1125, död 1178, var en norsk prinsessa. Hon var dotter till kung Sigurd Jorsalafare och Malmfrid, gift med Erling Skakke och mor till kung Magnus Erlingsson. Hon kom att vid flera tillfällen spela en politisk roll. 